# Type IXA (lớp tàu ngầm)
Tàu ngầm Type IXA là một phân lớp của Type IX được Hải quân Đức Quốc xã chế tạo vào các năm 1935-1936 như những tàu ngầm đại dương hoạt động tầm xa. Khái niệm về lớp tàu ngầm này bắt nguồn từ tàu ngầm Type IA, vốn có độ sâu lặn tối đa và công suất động cơ khi lặn tương đương.
Hai chiếc thuộc phân lớp Type IXA này: U-37 và U-38, trở thành những tàu đứng thứ sáu và thứ mười trong số những tàu U-boat thành công nhất trong Chiến tranh Thế giới thứ hai, khi đã đánh chìm 53 và 35 tàu tương ứng. Mọi chiếc thuộc phân lớp này đều đã bị đánh chìm sớm trong cuộc xung đột, ngoại trừ U-37 và U-38, vốn bị đánh đắm vào tháng 5, 1945 để tránh bị lọt vào tay lực lượng Đồng Minh.

## Thiết kế và chế tạo

### Đặc tính chung
Thiết kế của Type IXA được phát triển dựa trên lớp tàu ngầm Type IA. Đây là những tàu ngầm Đức đầu tiên có thiết kế vỏ kép, cho phép chúng có nhiều cơ hội sống sót hơn trong các cuộc tấn công, cũng như cải thiện tính năng đi biển trên mặt nước. Type IXA có độ sâu lặn thử nghiệm tối đa 230 m (750 ft). Chúng trang bị hai động cơ diesel MAN M 9 V 40/46 siêu tăng áp 9-xy lanh có công suất 4.400 PS (4.300 shp; 3.200 kW), cùng hai động cơ/máy phát điện SSW 2 GU 345/34 công suất 1.000 PS (990 shp; 740 kW), cho phép chúng di chuyển với tốc độ tối đa 18,2 kn (33,7 km/h) khi nổi 7,7 kn (14,3 km/h) và khi lặn. Type IXA có tầm xa hoạt động 10.500 nmi (19.400 km; 12.100 mi) ở tốc độ 10 hải lý trên giờ (19 km/h; 12 mph) trên mặt nước và 78 nmi (144 km; 90 mi) ở tốc độ 4 hải lý trên giờ (7,4 km/h; 4,6 mph) khi lặn, với trữ lượng nhiên liệu 154 tấn (152 tấn Anh). Con tàu có khả năng chở tối đa 56 người, nhưng thủy thủ đoàn thường xuyên trên tàu là 45 đến 48 người.

### Vũ khí
Tàu ngầm Type IXA được trang bị sáu ống phóng ngư lôi gồm bốn ống phía mũi và hai ống phía đuôi tàu. Chúng mang theo sáu quả ngư lôi để nạp lại bên trong tàu, đồng thời có năm khoang chứa ngư lôi bên ngoài (ba khoang phía đuôi và hai khoang phía mũi) để chứa thêm mười quả ngư lôi nữa, nâng tổng số ngư lôi 53,3 cm (21 in) mang theo lên 22 quả. Kiểu ngư lôi này có đầu đạn nặng 617–948 lb (280–430 kg) và có thể đạt tốc độ tối đa 44 kn (81 km/h). Để nạp ngư lôi vào các phòng ngư lôi phía mũi hay phía đuôi, chúng trước tiên phải được đưa lên boong tàu bằng cần cẩu, rồi dùng giá đỡ kéo quả ngư lôi vào trong tàu theo một góc nghiêng đến các phòng ngư lôi trong tàu. Để nạp ngư lôi từ các khoang chứa bên ngoài, chiếc tàu ngầm phải trồi lên mặt nước lúc biển lặng, kéo quả ngư lôi ra khỏi các khoang chứa bằng tời rồi thả xuống các phòng ngư lôi phía mũi hay phía đuôi tương ứng. Quá trình này có thể mất nhiều giờ chỉ cho một quả ngư lôi, lúc chiếc U-boat không thể lặn và dễ bị tổn thương khi bị máy bay Đồng Minh tấn công.
Tàu ngầm Type IXA được trang bị một khẩu hải pháo 10,5 cm (4,1 in) L/45 trên bệ Utof đặt trên boong tàu phía trước tháp chỉ huy, và được cung cấp 180 quả đạn pháo. Kiểu pháo này bắn ra đạn pháo nổ mạnh (HE: high explosive) nặng 33,3 pound (15,1 kg) với sơ tốc đầu nòng 780 m/s (2.600 ft/s) và tầm bắn tối đa 15.175 m (16.596 yd). Nòng pháo phải được xoay và nâng thủ công, đạt được tốc độ bắn 15 phát mỗi phút, và đối với mục tiêu trên không nó có trần bắn tối đa 10.000 m (11.000 yd). Type IXA còn được trang bị pháo phòng không 2 cm FlaK 30 và 3,7 cm (1,5 in). Pháo 2 cm FlaK 30 có tầm bắn xa 4.900 m (5.400 yd), trần bắn tối đa 3.700 m (4.000 yd) và tốc độ bắn 280 phát mỗi phút; sơ tốc đầu nòng đạt 835 m/s (2.740 ft/s) và đạn pháo nặng 0,71 lb (0,32 kg). Pháo 3,7 cm SK C/30U có tầm bắn xa 8.500 m (9.300 yd), tốc độ bắn 30 phát mỗi phút, sơ tốc đầu nòng đạt 1.000 m/s (3.300 ft/s) và đạn pháo nặng 1,64 lb (0,74 kg).

### Chế tạo
Tám tàu ngầm Type IXA được Hải quân Đức Quốc xã đặt hàng trong hai đợt vào các ngày 29 tháng 7 và 21 tháng 11, 1936 như một phần của Kế hoạch Z và việc tái vũ trang chung của Đức Quốc xã, một hành động vi phạm Hiệp ước Versailles. Hợp đồng chế tạo được trao cho xưởng tàu DeSchiMAG của hãng AG Weser tại Bremen. U-37 là chiếc đầu tiên được đặt lườn vào ngày 15 tháng 3, 1937, và U-44 là chiếc cuối cùng được khởi công chế tạo từ ngày 15 tháng 9, 1937. Cả tám chiếc đều hoàn tất vào tháng 11, 1939 và nhập biên chế cùng Hải quân Đức Quốc xã.

## Danh sách tàu ngầm Type IXA
Phân lớp tàu ngầm Type IXA bao gồm tám chiếc, tất cả đều được xưởng tàu DeSchiMAG của hãng AG Weser tại Bremen chế tạo. Sau khi nhập biên chế, mọi chiếc Type IXA đều đặt căn cứ tại cảng Wilhelmshaven của Đức. 
| Tên  | Đặt hàng          | Đặt lườn          | Hạ thủy          | Nhập biên chế     | Số phận                                                               |
| ---- | ----------------- | ----------------- | ---------------- | ----------------- | --------------------------------------------------------------------- |
| U-37 | 29 tháng 7, 1936  | 15 tháng 3, 1937  | 14 tháng 5, 1938 | 4 tháng 8, 1938   | Bị đánh đắm, 8 tháng 5, 1945.                                         |
| U-38 | 29 tháng 7, 1936  | 15 tháng 4, 1937  | 9 tháng 8, 1938  | 24 tháng 10, 1938 | Bị đánh đắm về phía Tây Wesermünde, 5 tháng 5, 1945; tháo dỡ 1948.    |
| U-39 | 29 tháng 7, 1936  | 2 tháng 6, 1937   | 22 tháng 9, 1938 | 10 tháng 12, 1938 | Bị đánh chìm về phía Tây Bắc Ireland, 14 tháng 9, 1939                |
| U-40 | 29 tháng 7, 1936  | 1 tháng 7, 1937   | 9 tháng 11, 1938 | 11 tháng 2, 1939  | Bị đánh chìm bởi thủy lôi trong eo biển Manche, 13 tháng 10, 1939     |
| U-41 | 21 tháng 11, 1936 | 27 tháng 11, 1937 | 28 tháng 1, 1939 | 22 tháng 4, 1939  | Bị đánh chìm về phía Nam Ireland, 5 tháng 2, 1940                     |
| U-42 | 21 tháng 11, 1936 | 21 tháng 12, 1937 | 16 tháng 2, 1939 | 15 tháng 7, 1939  | Bị đánh chìm về phía Tây Nam Ireland, 13 tháng 10, 1939               |
| U-43 | 21 tháng 11, 1936 | 15 tháng 8, 1938  | 23 tháng 5, 1939 | 26 tháng 8, 1939  | Bị đánh chìm về phía Tây Nam quần đảo Azores, 30 tháng 7, 1943        |
| U-44 | 21 tháng 11, 1936 | 15 tháng 9, 1938  | 5 tháng 8, 1939  | 4 tháng 11, 1939  | Bị đánh chìm bởi thủy lôi ngoài khơi bờ biển Hà Lan, 13 tháng 3, 1940 |

### U-37

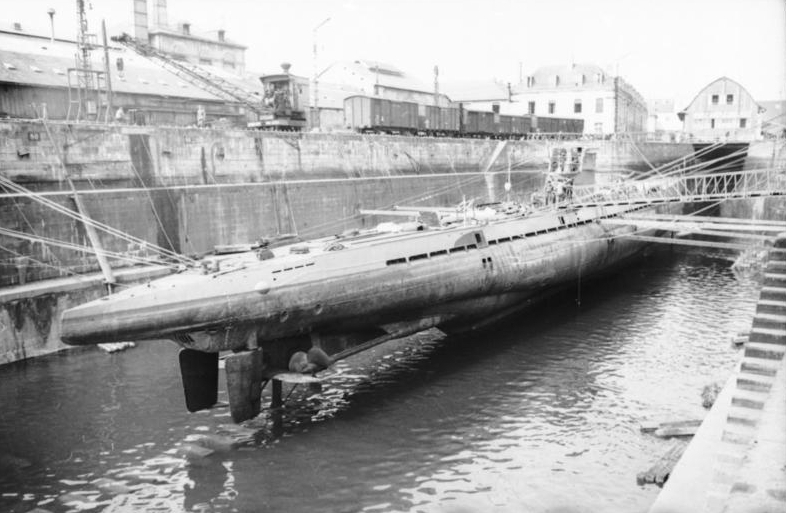
U-37 tại cảng Lorient, Pháp, năm 1940.

U-37 được đặt lườn tại xưởng tàu AG Weser ở Bremen vào ngày 15 tháng 3, 1937. Sau gần một năm chế tạo, nó được hạ thủy vào ngày 14 tháng 5, 1938 và nhập biên chế vào ngày 4 tháng 8, 1938 dưới quyền chỉ huy của hạm trưởng, Đại úy Hải quân Heinrich Schuch, trong thành phần Chi hạm đội U-boat 6. U-37 là tàu ngầm Type IXA thành công nhất và đứng thứ sáu trong số những U-boat thành công nhất trong Thế Chiến II, đánh chìm 53 tàu buôn với tổng tải trọng 200.063 GRT, cùng với hai tàu chiến trong 11 chuyến tuần tra từ tháng 8, 1939 đến tháng 3, 1941. Cho dù với thành tích này, U-37 được rút khỏi hoạt động tác chiến để làm nhiệm vụ huấn luyện thủy thủ mới cho đến khi chiến tranh kết thúc. Nó bị thủy thủ đoàn đánh đắm tại vịnh Sonderburg ngoài khơi Flensburg vào ngày 8 tháng 5, 1945 để tránh bị lọt vào tay lực lượng Đồng Minh.

### U-38

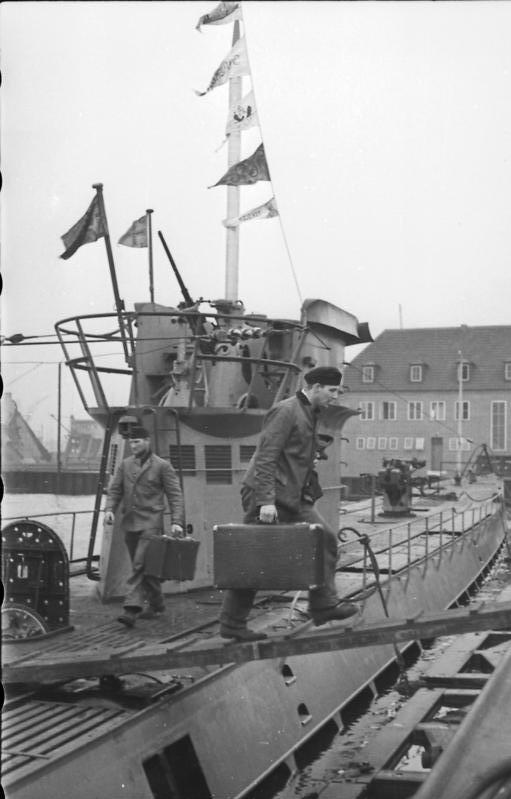
Thủy thủ của U-38 đang rời tàu sau khi cặp cảng Wilhelmshaven, ngày 18 tháng 4, 1940

U-38 được đặt lườn vào ngày 15 tháng 4, 1937, và sau trên một năm chế tạo, nó được cho nhập biên chế vào ngày 24 tháng 10, 1938 dưới quyền chỉ huy của hạm trưởng, Trung úy Hải quân Heinrich Liebe, trong thành phần Chi hạm đội U-boat 6. Giống như U-37, U-38 đã thực hiện 11 chuyến tuần tra, và đã đánh chìm hay gây hư hại cho trên 30 tàu bè đối phương. Giống như U-37, U-38 nằm trong số những U-boat thành công nhất trong Thế Chiến II, đứng thứ mười.  Khi Thế Chiến II đi vào giai đoạn kết thúc, U-38 bị thủy thủ đoàn đánh đắm ở vị trí về phía Tây Wesermünde vào ngày 5 tháng 5, 1945.

### U-39
U-39 được đặt lườn vào ngày 2 tháng 6, 1937, và sau trên một năm chế tạo, nó được cho nhập biên chế vào ngày 10 tháng 12, 1938 dưới quyền chỉ huy của hạm trưởng, Đại úy Hải quân Gerhard Glattes, trong thành phần Chi hạm đội U-boat 6. Vào ngày 14 tháng 9, 1939, chỉ vài ngày sau khi bắt đầu chuyến tuần tra đầu tiên trong chiến tranh, trong lúc tìm cách tấn công tàu sân bay Anh HMS Ark Royal, U-39 bị các tàu khu trục HMS Faulknor, HMS Firedrake và HMS Foxhound tấn công và đánh chìm bằng mìn sâu; toàn bộ thủy thủ đoàn đều sống sót và bị bắt làm tù binh chiến tranh. U-39 trở thành tàu ngầm U-boat Đức đầu tiên bị đánh chìm trong Thế Chiến II.

### U-40
U-40 được đặt hàng vào ngày 29 tháng 7, 1936 và được đặt lườn vào ngày 1 tháng 7, 1937. Con tàu được hạ thủy tại Bremen vào ngày 9 tháng 11, 1938 và nhập biên chế vào ngày 11 tháng 2, 1939 dưới quyền chỉ huy của hạm trưởng, Đại úy Hải quân Werner von Schmidt. U-40 chỉ thực hiện được hai chuyến tuần tra trong chiến tranh trong thành phần Chi hạm đội U-boat 6, và không đánh chìm được mục tiêu nào. Trong khi tìm cách đi tắt để hội quân với các tàu U-boat khác, nó bị đắm vào ngày 13 tháng 10, 1939 sau khi trúng phải thủy lôi trong eo biển Manche.

### U-41
U-41 được đặt lườn vào ngày 27 tháng 11, 1937 và được hạ thủy tại Bremen vào ngày 28 tháng 1, 1939. Con tàu nhập biên chế vào ngày 22 tháng 4, 1939 dưới quyền chỉ huy của hạm trưởng, Trung úy Hải quân Gustav-Adolf Mugler. U-41 chỉ thực hiện được ba chuyến tuần tra, hai chuyến trong thành phần Chi hạm đội U-boat 6, và chuyến còn lại trong thành phần Chi hạm đội U-boat 2. Nó đã đánh chìm được năm tàu đối phương với tổng tải trọng 22.815 GRT, bắt giữ hai chiếc có tổng tải trọng 2.073 GRT, và gây hư hại cho một chiếc tải trọng 8.096 GRT. Vào ngày 5 tháng 2, 1940, nó bị đánh chìm bởi mìn sâu thả từ tàu khu trục Anh HMS Antelope ngoài khơi bờ biển Ireland. Toàn bộ 49 thành viên thủy thủ đoàn đều tử trận.

### U-42
U-42 được đặt hàng vào ngày 21 tháng 11, 1936 và được đặt lườn vào ngày 21 tháng 12, 1937. Con tàu được hạ thủy tại Bremen vào ngày 16 tháng 2, 1939 và nhập biên chế vào ngày 15 tháng 7, 1939 dưới quyền chỉ huy của hạm trưởng, Đại úy Hải quân Rolf Dau. U-42 có quãng đời phục vụ ngắn ngủi, khi chỉ thực hiện một chuyến đi huấn luyện và một chuyến tuần tra trong thành phần Chi hạm đội U-boat 6, gây hư hại cho một tàu đối phương tải trọng 4.803 GRT. Vào ngày 13 tháng 10, 1939, nó bị các tàu khu trục Anh HMS Imogen và HMS Ilex đánh chìm tại vùng biển về phía Tây Nam Ireland. Trong số 46 thành viên thủy thủ đoàn, 20 người đã sống sót và 26 người khác bị mất cùng con tàu.

### U-43
U-43 được đặt lườn vào ngày 15 tháng 9, 1938 và được hạ thủy tại Bremen vào ngày 23 tháng 5, 1939. Con tàu nhập biên chế vào ngày 26 tháng 8, 1939 dưới quyền chỉ huy của hạm trưởng, Đại úy Hải quân Wilhelm Ambrosius. U-43 đã thực hiện mười bốn chuyến tuần tra trong giai đoạn từ tháng 11, 1939 đến tháng 7, 1943 trong thành phần Chi hạm đội U-boat 6 và sau đó trong thành phần Chi hạm đội U-boat 2, đánh chìm tổng cộng 21 tàu đối phương với tổng tải trọng 117.036 GRT, gây tổn thất toàn bộ cho một chiếc tải trọng 9.131 GRT, và gây hư hại cho một chiếc tải trọng 10.350 GRT. Nó bị đánh chìm vào ngày 30 tháng 7, 1943 tại vùng biển về phía Tây Nam quần đảo Azores bởi ngư lôi của máy bay xuất phát từ tàu sân bay hộ tống Hoa Kỳ USS Santee. Toàn bộ 55 thành viên thủy thủ đoàn đều tử trận.

### U-44
U-44 được đặt hàng vào ngày 21 tháng 11, 1936 và được đặt lườn vào ngày 15 tháng 9, 1938. Con tàu được hạ thủy tại Bremen vào ngày 5 tháng 8, 1939 và nhập biên chế vào ngày 4 tháng 11, 1939 dưới quyền chỉ huy của hạm trưởng, Đại úy Hải quân Ludwig Mathes. U-44 chỉ thực hiện được hai chuyến tuần tra trong thành phần Chi hạm đội U-boat 6 và Chi hạm đội U-boat 2, đánh chìm tổng cộng tám tàu đối phương với tổng tải trọng 30.885 GRT. Vào ngày 13 tháng 3, 1940, U-44 đắm do trúng thủy lôi ngoài khơi bờ biển phía Bắc Hà Lan; toàn bộ 47 thành viên thủy thủ đoàn đều tử trận.